# Tâmega
Tâmega (port.), Támega (hiszp., gal.) – rzeka w północno-zachodniej Hiszpanii i północnej Portugalii, prawostronny dopływ Duero. 
Źródło rzeki znajduje się w hiszpańskiej Galicji, w prowincji Ourense, na wschód od miejscowości A Alberguería (gmina Laza). Rzeka płynie początkowo w kierunku południowo-wschodnim i południowym. Po przekroczeniu granicy portugalskiej zwraca się na południowy zachód i utrzymuje ten kierunek aż do ujścia, płynąc przez dystrykty Vila Real, Braga i Porto. Do Duero uchodzi pomiędzy miejscowościami Entre-os-Rios (gmina Penafiel) i Torrão (gmina Marco de Canaveses). Większe miasta położone nad rzeką to Verín, Chaves, Mondim de Basto, Amarante i Marco de Canaveses.
Na rzece, kilka kilometrów od ujścia w 1989 roku zbudowana została zapora wodna.
Długość rzeki wynosi 160 km, a powierzchnia dorzecza 3309 km², w tym 2649 km² na terytorium Portugalii a 660 km² na terytorium Hiszpanii.